# 希望路街道
希望路街道，是中华人民共和国河北省唐山市曹妃甸区下辖的一个街道办事处。
2013年，河北省民政厅批复同意将滨海镇所辖的新苑、三友、西苑、东苑、海月花园、硕秋园6个居民委员会划出，设立希望路街道办事处，希望路街道办事处驻希望路9号。

## 行政区划
希望路街道下辖以下地区：
三友社区、新苑社区、硕秋园社区、东苑社区、西苑社区和海月社区。